# Europese kampioenschappen mountainbike 2013
De Europese kampioenschappen mountainbike 2013 werden op 12 mei voor de Marathon, in het Duitse Singen, en van 21 juni tot 23 juni voor de overige disciplines in het Zwitserse Bern gehouden.

## Marathon

### Mannen
| №      | Naam             | Land        |
| ------ | ---------------- | ----------- |
| Goud   | Alban Lakata     | Oostenrijk  |
| Zilver | Christoph Sauser | Zwitserland |
| Brons  | Kristian Hynek   | Tsjechië    |
| 4      | Tim Böhme        | Duitsland   |
| 5      | Christoph Soukup | Oostenrijk  |
| ...    |                  |             |
| 13     | Frans Claes      | België      |

## Cross-country

### Mannen
| №      | Naam                 | Land        | Tijd     |
| ------ | -------------------- | ----------- | -------- |
| Goud   | Julien Absalon       | Frankrijk   | 01:32.21 |
| Zilver | Nino Schurter        | Zwitserland | 01:34.14 |
| Brons  | Marco Fontana        | Italië      | 01:34.27 |
| 4      | Lukas Flückiger      | Italië      | 01:34.29 |
| 5      | José Antonio Hermida | Spanje      | 01:34.41 |
| ...    |                      |             |          |
| 6      | Sven Nys             | België      | 01:34.48 |
| 12     | Rudi van Houts       | Nederland   | 01:35.36 |
| 16     | Kevin Van Hoovels    | België      | 01:36.34 |